# Dorsanum
Dorsanum là một chi ốc biển, là động vật thân mềm chân bụng sống ở biển thuộc họ Nassariidae.

## Các loài
Subgenera:
- Dorsanum (Dorsanum) Gray, 1847

Các loài thuộc chi Dorsanum bao gồm:
- Dorsanum granulosum (Lamarck, 1822)
- Dorsanum gruveli Dautzenberg, 1910
- Dorsanum javanum K. Martin, 1931
- Dorsanum miran (Bruguière, 1789)
- Dorsanum terebraeforme Dautzenberg, 1913

Các loài được đưa vào đồng nghĩa
- Dorsanum (Adinus) H. Adams & A. Adams, 1853: đồng nghĩa của Bullia Gray, 1833
- Dorsanum (Adinus) javanum K. Martin, 1931 represented as Dorsanum javanum K. Martin, 1931 (alternate representation)
- Dorsanum belangeri (Kiener, 1834)[2]: đồng nghĩa của Bullia belangeri Kiener, 1834
- Dorsanum mauritianum (Gray, 1839)[3]: đồng nghĩa của Bullia mauritiana Gray, 1839